# Thomas Lennon
Thomas Patrick Lennon (Oak Park, Illinois; 9 de agosto de 1970) es un actor, comediante, escritor, director y productor estadounidense. Es conocido por su papeles de Jim Dangle en Reno 911!: Miami y Ned en 17 otra vez.

## Primeros años
Lennon nació en Oak Park, hijo de Kathleen y Timothy Lennon. Es un graduado de 1988 de Oak Park y High School River Forest, y es de ascendencia irlandesa. Es amigo de la actriz Kerri Kenney-Silver desde los 16 años.

## Filmografía
| Año       | Título                                               | Papel                 | Notas           |
| 1997      | Viva Variety                                         | Meredith Laupin       | Principal       |
| 2000      | Memento                                              | Doctor                | Secundario      |
| 2001      | Out Cold                                             | Eric                  | Secundario      |
| 2002      | Boat Trip                                            | Sacerdote             | Secundario      |
| 2003      | Cómo perder a un hombre en 10 días                   | Thayer                | Secundario      |
| 2003      | Le Divorce                                           | Roger Walker          | Menor           |
| 2003      | A Guy Thing                                          | Pete Morse            | Secundario      |
| 2005      | Mentiras en Nueva York                               | Marshall              | Secundario      |
| 2005      | Guía del Viajero Intergaláctico                      | Eddie La Computadora  | Voz             |
| 2005      | The Godfather of Green Bay                           | DUG                   | Menor           |
| 2005      | Herbie: Fully Loaded                                 | Larry Murphy          | Secundario      |
| 2005      | Conversaciones con otras mujeres                     | Camarógrafo           | Menor           |
| 2006      | Night at the Museum                                  | -                     | Guionista       |
| 2007      | The Ten                                              | Scotty Pale           | Menor           |
| 2007      | Reno 911!: Miami                                     | Jim Dangle            | Secundario      |
| 2007      | Balls of Fury                                        | Karl Wolfschtagg      | Menor           |
| 2008      | Hancock                                              | Mike                  | Secundario      |
| 2009      | 17 otra vez                                          | Ned Gold              | Principal       |
| 2009      | I Love You, Man                                      | Doug                  | Menor           |
| 2009      | Una noche en el museo 2: La batalla del Smithsoniano | Wilbur Wright         | Menor Guionista |
| 2003-2009 | Reno 911!                                            | Jim Dangle            | Principal       |
| 2010      | Jacuzzi al pasado                                    | Cliente               | Menor           |
| 2010      | The Strip                                            |                       | Principal       |
| 2011      | Cedar Rapids                                         | Roger Lemke           | Secundario      |
| 2011      | Malas enseñanzas                                     | Carl Halabi           | Menor           |
| 2011      | Contando a mis ex                                    | Dr. Barrett Ingold    | Menor           |
| 2011      | Dos tontos en fuga 3                                 | Todd                  | Secundario      |
| 2012      | Qué esperar cuando estás esperando                   | Craig                 | Secundario      |
| 2012      | The Dark Knight Rises                                | Doctor                | Menor           |
| 2012      | Tinker Bell: El secreto de las hadas                 | Lectura de Hadas      | Voz             |
| 2012      | Blake Shelton's Not So Family Christmas              | Director              | Secundario      |
| 2010-2013 | Planet Sheen                                         | Pinter                | Secundario      |
| 2013      | Hell Baby                                            | Padre Padrigo         | Principal       |
| 2013      | Somos los Miller                                     | Rick Nathanson        | Menor           |
| 2013-2014 | Sean Saves the World                                 | Max                   | Principal       |
| 2014      | Las aventuras de Peabody y Sherman                   | Campesino Italiano #2 | Voz             |
| 2014      | The Goldbergs                                        | Tautaun Todd          | Menor           |
| 2014      | Transformers: la era de la extinción                 | Jefe de Estado Mayor  | Secundario      |
| 2018      | 15:17 Tren a París                                   | Michael Akers         | Secundario      |
| 2023      | Zoey 102                                             | Kelly Kevyn           |                 |
| 2024      | Unfrosted                                            | Harold von Braunhut   |                 |

## Premios y distinciones
Premios Óscar
| Año  | Categoría              | Película                       | Resultado |
| ---- | ---------------------- | ------------------------------ | --------- |
| 1996 | Mejor documental largo | The Battle Over Citizen Kane   | Nominado  |
| 2007 | Mejor documental corto | The Blood of Yingzhou District | Ganador   |
| 2011 | Mejor documental corto | The Warriors of Qiugang        | Nominado  |
| 2018 | Mejor documental corto | Knife Skills                   | Nominado  |

## Vida personal
Lennon vive en Los Ángeles con su esposa, la actriz Jenny Robertson, y su hijo Oliver.